# King's Bounty: The Legend
King’s Bounty: The Legend (King's Bounty. Легенда о рыцаре) est un jeu vidéo de type tactical RPG développé par Katauri Interactive et sorti en 2008, basé sur le jeu King's Bounty développé par New World Computing et sorti en 1990.
Accompagné d'éléments du jeu original et d'une nouvelle interface inspirée de la série Heroes of Might and Magic, King’s Bounty: The Legend place le joueur dans la peau d'un chasseur de trésor.

## Système de jeu
Dans King's Bounty, le joueur joue un héros dans le monde du Endoria qui a juré de servir le roi de Darion. Après un bref examen final "tutoriel" à l'École des chevaliers, le joueur reçoit des troupes de base et est ensuite libre de poursuivre toutes les quêtes qu'il souhaite. Le roi donne les quêtes principale de l'histoire, mais il y a de nombreuses quêtes secondaires qui peuvent être complétées dans pratiquement n'importe quel ordre.
Le Héros du joueur ne peut pas combattre directement dans les combats, mais il commande jusqu'à cinq unités. Celles-ci vont du plus banal (par exemple, des paysans ou des archers) aux créatures de la haute fantaisie  (par exemple, des griffons, des beholders (ici appelés "observateurs") ou des ents), et la taille peut varier d'une seule unité jusqu'à des centaines. Les soldats sont recrutés dans divers endroits dans le jeu, avec une limite sur la taille maximale de chaque unité déterminée par la valeur de commandement du Héros. Au combat, les troupes sont ensuite assistées par le personnage du joueur grâce à l'utilisation de la magie (les sorts et les parchemins), des esprits de Rage et des bonus passifs.
Quand le personnage ne combat pas, il se déplace sur la carte ouverte en temps réel, avec la possibilité de faire une pause. Ainsi, des groupes ennemis indiqués sur la carte se déplacent vers le joueur s'il s'approche trop, ce qui provoque l'ouverture de combat au tour par tour si elles touchent l'avatar du joueur. Sinon, les joueurs sont libres de se déplacer tout au long du jeu, de jour comme de nuit. Trésors et autres objets peuvent être ramassés par le personnage du joueur, et les personnages non-hostiles peuvent discuter avec le héros, en général pour faire des achats ou dans le cadre d'une quête.
King's Bounty: The Legend permet aux joueurs de jouer l'une des trois classes de personnages différents, au choix  "guerrier, paladin, et mage." [réf. souhaitée]. Chaque classe se spécialise dans l'un des trois arbres de compétences dans le jeu, même si les joueurs sont autorisés à choisir ce qu'ils veulent. Par l'attribution de runes reçu comme trésor ou après avoir montée un niveau, les joueurs choisissent les compétences pour leurs héros [réf. souhaitée].

## Accueil
| King’s Bounty: The Legend |      |       |
| Média                     | Pays | Notes |
| Joystick                  | FR   | 7/10  |

En France le jeu est bien reçu par les principaux sites web spécialisés, il reçoit la note de  16/20 sur Jeuxvideo.com : « Les qualificatifs élogieux ne manquent pas pour définir King's Bounty : The Legend. Beau, drôle, prenant... Et surtout terriblement addictif à jouer, ce qui est la marque des grands jeux », il est noté 7/10 par Gamekult : « Mignon, coloré, attachant, King's Bounty est un mélange très réussi de jeu de rôles et de stratégie et se pose comme un excellent palliatif aux Heroes of Might and Magic. »